# Diego Escolano y Ledesma
Diego Escolano y Ledesma (Madrid, 1609-Granada, 4 de septiembre de 1672) fue un eclesiástico y escritor español. 

## Biografía
Hijo de Lupercio Escolano, natural de Longares, y de Isabel de Ledesma, de Trás-os-Montes, nació en Madrid, donde su padre oficiaba como aposentador de Felipe IV y su madre como dama de la infanta Margarita de Austria. 
Hizo sus primeros estudios en el seminario de El Escorial, pasando más tarde al colegio del Rey de la Universidad de Alcalá de Henares, donde estudió derecho civil y canónico y ejerció como catedrático; de allí pasó a la Universidad de Salamanca, donde se doctoró in utroque iure.
Fue canónigo de Mallorca, abad de San Pedro de Cabatuerta (provincia de León), fiscal y luego juez de la Inquisición en Llerena, de donde pasó a la de Toledo, con residencia en Madrid. En 1652 fue nombrado fiscal del consejo supremo de la Inquisición, de donde pasó a presidir sucesivamente las diócesis de Mallorca, Tarazona, Segovia y Granada.

## Obras
Dejó escritas varias obras, en latín y castellano, entre las que destacan las de temática religiosa:
- Catecismo en lengua vulgar para los rectores, vicarios y curas de almas, Zaragoza, 1661;
- Descripción del sitio, casa, y hospital de Nuestra Señora de la Sierra, término del lugar de Villarroya, Zaragoza, 1663;
- De magistra fidei, et haereseos destructrice deipara Virgine Maria, Zaragoza, 1664;
- Chronicon sancti Hierothei, Madrid, 1667;
- Discurso historial e iuridico por la celebración y oficio de S. Marcial, Granada, 1670;
- Memorial a la Reyna N.S. cerca las muertes que ... dieron los moriscos reuelados a los christianos ... residentes en las Alpuxarras ... en el leuantamiento del año 1568, Granada, 1671.

| Predecesor: Miguel Pérez de Nueros      | Obispo de Mallorca 1656-1660     | Sucesor: Pedro Ferrando Manjarrés de Heredia |
| Predecesor: Pedro Manero                | Obispo de Tarazona 1660-1664     | Sucesor: Miguel Escartín Arbeza              |
| Predecesor: Francisco de Zárate y Terán | Obispo de Segovia 1664-1668      | Sucesor: Jerónimo Mascareñas                 |
| Predecesor: José de Argáiz              | Arzobispo de Granada 1668-1672 † | Sucesor: Francisco de Rois y Mendoza         |